# غوتفريد لودفيغ ثيوبالد
غوتفريد لودفيغ ثيوبالد هو عالم حشرات وجيولوجي سويسري، ولد في 21 ديسمبر 1810 في هاناو في ألمانيا، وتوفي في 15 سبتمبر 1869 في خور في سويسرا.